# Lluís Albert i Rivas
Lluís Albert i Rivas (Barcelona, 14 de juny del 1923 - l'Escala, 25 de juny de 2021) fou un musicòleg, compositor i també estudiós de l'obra de la seva tia Caterina Albert, Víctor Català.

## Biografia
Els seus primers estudis els cursà a l'escola Blanquerna i a les Escoles Pies, on va estudiar amb els mestres Llongueres i Casademont. Estudià al Conservatori Municipal de Música de Barcelona i al Conservatori del Liceu de Barcelona: harmonia, contrapunt, fuga, orquestració i, amb en Joaquim Serra, instrumentació per a cobla. L'any 1960 rebé el primer Diploma Oficial de l'Estat de "Mestre de Composició" d'aquest Conservatori.
Havia tocat la tenora i tible a les cobles La Principal Barcelonina i Foment de la Sardana (1976), l'oboè i la viola a l'Orquestra Simfònica Estela de Barcelona, i del 1983 al 1996 fou director de l'Orquestra de Cambra de Girona (coneix també altres instruments: la flauta de bec, la guitarra, l'orgue i l'acordió). Durant trenta-cinc anys va ser professor de música de l'Escola Laietània de Barcelona.
A banda d'una vuitantena de sardanes, va compondre també obres corals per a orquestra i banda, peces per a quintet de vent, orquestra de corda, banda i orquestra simfònica, un concert per a tenora i orgue, va escriure música religiosa (per exemple, unes Eucarístiques amb lletra de Tomàs Garcés), va harmonitzar ballets per a l'Esbart Català de Dansaires i l'Esbart Escalenc de Dansaires, i va fer adaptacions de música clàssica (Mozart, Glück, Huber, Schumann, Werner). També fou autor de lletres de cançons i de sardanes.
Musicòleg de la sardana, va escriure diverses publicacions de teoria sardanista (vegeu la Bibliografia) i va col·laborar amb els setmanaris Destino i Canigó. Així mateix va col·laborar en diverses publicacions locals en temes relacionats amb la música, com per exemple, la publicació del llibre “Contra la falsa sardana” (1953), on defensà els antics costums en dansa i en denuncià l'evolució. També va col·laborar en el llibre “La Sardana” (1970).
L'any 1955, va localitzar les sardanes més antigues que s'han trobat, en un manuscrit del segle xviii a la Biblioteca de Catalunya.
De família escalenca i vinculat des de fa molts anys a l'Escala, fundà l'Esbart Escalenc de Dansaires el 1948, i l'ajuntament d'aquesta vila el nomenà "Fill Adoptiu" (1998) i li concedí la Medalla d'Honor. Els antecedents familiars de Lluís Albert, l'han ajudat a forjar-se una personalitat destacada. Els seus besavi i avi paterns van ser diputats i polítics destacats, la seva tia, Caterina Albert va ser la genial Víctor Català, autora de “Solitud” i altres obres literàries de nivell. Fou fundador i dipositari del Museu-Arxiu Víctor Català i va fer diverses contribucions a la bibliografia de l'escriptora. A banda dels reconeixements rebuts a l'Escala i en actes d'homenatge a diverses poblacions, Lluís Albert també rebé la placa d'argent de la Generalitat pels seus treballs de musicologia sardanista, fou premiat el 2001 per l'Obra del Ballet Popular per la publicació del Nou tractat pràctic d'instrumentació per a cobla, i rebé el 2004 l'Escut d'Or de l'Aplec de Sant Hilari.
Va ser guardonat amb la Creu de Sant Jordi l'any 2019 "per la seva valuosa contribució a la cultura musical i literària del país, que s'expressa, entre d'altres, a través de l'estudi, la composició i la divulgació de la sardana i de la música de cobla".

## Obres
- Concert en sol menor per a piano i orquestra, també anomenat Concert de la Costa Brava
- Concert per a tenora i orgue
- Concert per a violí
- Fantasia i fuga
- Goigs a Santa Màxima, patrona de l'Escala (revisió de la lletra antiga, per Pere Ribot)
- Goigs de Santa Margarida de Palafrugell
- Nadales tradicionals catalanes (1977), arranjament per a 2 flautes soprano
- Rapsòdia empordanesa número 1
- Rapsòdia empordanesa número 2
- Suite clàssica catalana número 1, en la menor, per a orquestra de cambra

### Cançons
- Cançó de la rosella, sobre una poesia de Joan Maria Guasch
- Coses d'enamorats : a la meva estimada, per a veu i piano, amb lletra i música de Lluís Albert
- L'elegia d'una rosa, per a veu i piano, lletra de Josep Carner
- L'home del temps, ballable amb lletra de Josep Maria Andreu
- La nostra bandera, himne per a l'Orfeó Lleidatà amb lletra de Joan Maragall
- Pregària d'infant, per a veu i piano, lletra de Magda Serra de Puig
- Preludi de primavera: cançó de bressol, per a veu i piano, lletra d'Apel·les Mestres
- Primaveral, sobre una poesia d'Apel·les Mestres
- El vent té el teu perfum, ballable amb lletra de Josep Maria Andreu

Harmonitzacions de cançons populars empordaneses

### Sardanes
- Agost d'argent a l'om (2000)[6]
- Amors de mainada (1952, rev. 1998)
- Aquesta va de broma (1950)
- Bella Costa Brava (2003), versió coral sobre una poesia de Víctor Català
- Cançó marinera (1950)
- Cançó sense paraules (1950)
- Cançons de la padrina (1992), dedicada a la seva tia Caterina Albert
- Canigonenca (1949), té transcripció de l'autor per a banda. Glossa les cançons tradicionals Muntanyes del Canigó i Muntanyes regalades
- Cant a l'Escala (1976), n'hi ha versió cantada
- Cant a la tramuntana (2008), versió coral sobre una poesia de Víctor Català
- Cantant al Pessebre (1992), glossa de les nadales L'adoració dels ocells i Nit de vetlla
- Cantem pel Barcelona (1949), en les noces d'or del FC Barcelona
- Cants de sirena (2006)
- Catalunya et plora (1953)
- Com aquelles d'abans (2003), dedicada al "Foment de la sardana de Barcelona"
- Concert d'estiu (2007)
- Cor jove (1962)
- De l'Empordà a les Guilleries (2004)
- De l'Empordà al Penedès (1990)
- Dolç capvespre (1961)
- Emporitana (1967)
- Et recordem (1953), dedicada a en Pau Casals
- Evocant Josep Serra (2003)
- Exaltació (1965)
- Garbinada (1949, rev. 1969). N'hi ha versió per a orfeó i cobla
- Els gegants de Caldes (2004)
- Garretiana (1950)
- Himne a l'Empordà (1960). N'hi ha versió coral per a 4 veus mixtes.
- Lloret mil anys (2002)
- Mar calma (1952)
- Matinejant (1956)
- Memorable aniversari (2006), en els 50 anys de la mort de Josep Vicens "Xaxu"
- La meva ofrena (1955)
- Olot segle XVIII (1972)
- Placidesa, versió coral amb lletra de Màrius Rabasseda
- Quan el cor canta (1951)
- Recordant els clàssics (2003)
- Recordant en Morera (1951)
- Records d'estiu (1948)
- Records de dansaire (1949, revisada 1980)
- Ressons a Riudellots(2003)
- Rotllanes d'argent a Besalú (2004)
- Sant Martí 500 anys (2007)
- Sardanistes d'Olesa (2002)
- Secret (1972), dedicada a la Cobla Barcelona
- El solista enamorat (1949)
- Sortint de concert (1965)
- Tal com li agradaven (2007), en el 60è aniversari de la mort del gran tenora Albert Martí
- Tonades escalenques (2005)
- Veles i gavines (1954)
- Verdagueriana
- En Víctor de l'Escala (2005), dedicada a Víctor Sallés

### Obres sobre Lluís Albert
- Joan Domènech i Moner Lluís Albert, un home apassionat Girona: GISC, 2001
- Jordi Elias Lluís Albert, empordanès de cor Lloret de Mar: Amics de la Sardana, 1972

### Obres de Lluís Albert
- "El método pera apendrer de ballar sardanes" d'en Miquel Pardas. Estudi fet amb motiu d'haver-se trobat l'original manuscrit, a Llibre de la Festa Major de Torroella de Montgrí Torroella de Montgrí: Ajuntament, 2007
- Joaquim Hostench, de sardanista a flabiolaire i compositor, article al programa 31è aplec de la sardana de l'Escala L'Escala: Ajuntament, 2006
- Caterina Albert "Víctor Català", recopilació. Joaquim Armengol, revisió i glossa. Lluís Albert, tria i pròleg Quincalla : mil adagis per aprendre vocabulari Barcelona: Edicions 62, 2005
- A la memòria del compositor Domènec Moner i Basart, article al programa 28è aplec de la sardana de l'Escala L'Escala: Ajuntament, 2003
- L'origen de ballar sardanes amb els braços avall, article a L'Empordà (2003)
- Caterina Albert i la seva obsessió pel llenguatge, ponència a 11 Jornades d'Estudi Víctor Català L'Escla: Ajuntament, 2001
- Caterina Albert, recopilació. Lluís Albert, pròleg, selecció i notes Mil adagis recopilats per Caterina Albert i Paradís L'Escala: Ajuntament, 2000
- Nou tractat pràctic d'instrumentació per a cobla Barcelona: Clivis, 1999
- Enric Francès, Lluís Albert, Jordi Puerto, Robert Roqué La tenora: 150 anys Girona, GISC, 1998
- Caterina Albert, recull, pròleg, harmonització i comentaris de Lluís Albert Cançoner de l'Empordà: 46 cançons populars per a piano Figueres: Edicions el Brau, 1994 (llista de les partitures Arxivat 2006-10-11 a Wayback Machine.)
- Aproximació al perfil humà de Caterina Albert Paradís "Víctor Català" publicat a Fulls d'història local 23, (1991)
- Inés Padrosa, text. Lluís Albert, bibliografia La Principal de Peralada Peralada: Ajuntament, 1990
- Lluís Albert, Rafael Blanch i altres El mestre Blanch i el seu temps Castelló d'Empúries: Ajuntament, 1988
- Josep Vicens i Juli "Xaxu" Barcelona: Edigraf, 1978
- J.Mainar, Ll.Albert, S.Casanova, I.Molas, Ll.Moreno La sardana II : El fet musical Barcelona: Bruguera, 1971
- Contra la falsa sardana. Ensayo histórico y documental Barcelona: I.G. R.Durán Alsina, 1953
- Articles diversos a la revista L'Escalenc (2003-2007)
- Lluís Albert i Rivas Víctor Català, una biografia insòlita. Recull de proses i poesies inèdites Brau Edicions, 2012
- Música i músics de l'Esbart Català de Dansaires. Volum 5:Lluís Albert i Rivas.- Barcelona : Esbart Català de Dansaires, 2015.- Dtor: Joan Gómez Soriano